# Софоклеус, Тед
Теодо́р Дж. «Тед» Софокле́ус (англ. Theodore J. «Ted» Sophocleus; 28 мая 1939, Балтимор, Мэриленд, США — 8 июня 2018, там же) — американский политик-демократ, член Палаты делегатов Мэриленда.

## Биография
Родился в греческой семье.
Окончил среднюю школу в Балтиморе.
В 1962 году получил степень бакалавра наук в области фармации в Университете Мэриленда в Балтиморе. С этого же года являля зарегистрированным фармацевтом, членом Фармацевтических ассоциаций Америки и Мэриленда.
В 1960—1977 годах работал в сети магазинов «Read’s Drug Store» в Балтиморе.
В 1968—1970 годах — президент и директор «Optimist Club» в округе Анн-Арандел.
В 1970—1973 годах — член совета директоров «Crestwood Improvement Association».
В 1977—1980 годах — президент «Discount Pharmacy» в Корпус-Кристи (Техас).
В 1980—1990 годах — владелец «Ted’s Pharmacy».
В 1993—1995, 1999—2018 годах — член Палаты делегатов Мэриленда.
В 1994—2018 годах — административный сотрудник офиса прокурора Мэриленда в Анн-Аранделе.
В 2003—2006 годах — заместитель парламентского организатора Палаты делегатов Мэриленда.

## Личная жизнь
Был женат. Имел детей.